# Fratellanza Ginnastica Savonese
La Fratellanza Ginnastica Savonese è una società di ginnastica di Savona, fondata il 4 marzo 1883, insignita della Stella d'oro al merito sportivo e del Collare d'oro al merito sportivo.
Nel 2013 ha conquistato la promozione in Serie A1 GAF.
Oltre alla ginnastica artistica, attualmente gestisce anche le sezioni di ginnastica ritmica, karate e judo, ma nella sua storia centenaria ha dato vita a quasi tutte le sezioni sportive savonesi. È stata una delle otto società fondatrici dell'UNASCI (Unione Nazionale Associazioni Sportive Centenarie d'Italia).

## Storia
Nel 1883 un gruppo di studenti fondò la Società Ginnastica Savonese, per la «ricreazione ed educazione dell'individuo ad ogni sorta di esercizi ginnastici ed al maneggio delle armi»; nello stesso periodo alcuni operai fondavano la Società Ginnastica Operaia "Giuseppe Garibaldi".
Vista la comunanza di intenti e di ideali, le due società si unirono nella "Fratellanza Ginnastica Savonese", nel marzo 1883.
Nel 1906 la sede fu stabilita in via Quarda Superiore.
Nel 1966 la società ha ottenuto il diploma del CONI; nel 1982, il diploma rilasciato della Federginnastica per i 100 anni di attività e la Stella al merito sportivo per le arti marziali; l'anno dopo il Comune di Savona assegna la Medaglia d'Oro per i Meriti Sportivi, ed il Panathlon l'onorificenza «per un secolo di benemerenze acquisite»; nel 1994 il CONI rilascia una benemerenza per l'attività sportiva svolta; nel 2004 la Federazione Ginnastica d'Italia la riconosce Scuola di Ginnastica.
Il 15 dicembre 2014, la società è stata insignita del Collare d'oro al merito sportivo, grazie «ai risultati, conseguiti nella sua secolare storia, dai suoi atleti oltre all'opera di diffusione della pratica della ginnastica artistica, soprattutto tra le giovanissime».
La società compie 140 anni e la società conquista la promozione in Serie A2.

### Le sezioni sportive
Nel tempo la società ha dato via a numerose discipline nell'ambiente cittadino.
Il calcio è stata la prima sezione sportiva; il 20 giugno 1907, Cesare Lanza e Nicolò Pessano fondarono la "Sezione Giuochi": comprendeva il football, la palla vibrata (precursore del pallone elastico) e il tamburello; il 26 dello stesso mese si tenne il primo allenamento della squadra di calcio, Savona, in Piazza d'Armi, diretto da Baciccia Tarò. I colori sociali della squadra calcistica sono tuttora il bianco e il blu della società madre.
In seguito nacquero le sezioni di scherma, atletica leggera, lotta greco-romana, ciclismo, nuoto ed altre discipline sportive. Attualmente la Fratellanza gestisce la ginnastica (artistica, ritmica e ginnastica per tutti), il judo ed il karate.
Tra gli sportivi più di successo si annoverano gli atleti olimpionici Furio Fusi e Giuseppe Beviacqua ed i sollevatori olimpionici Pietro Puia e Giuseppe Lagrotteria.

## La ginnastica artistica
Tra i ginnasti di successo nella storia della società si annoverano l'olimpionico Carlo Fregosi e la ginnasta Ilaria Rosso,
La Fratellanza Savonese è riconosciuta Scuola di Ginnastica dalla Federazione Ginnastica d'Italia; il settore femminile partecipa ai campionati a squadre di Serie A, B e C; il settore maschile gareggia in serie C.
Gli allenatori della squadra femminile sono Mario Sbaiz, Barbara Cova, Elisa Barile e Marta Barile, tecnici federali, oltre ai tecnici societari Alessia Accornero e Marta Di Murro.

### La conquista della A1
La stagione 2011 si è conclusa al penultimo posto della classifica di serie A2, e la squadra, composta da Alessia Contatore, Anna Profetto, Alice Bortolazzi e Ludovica Damele, retrocede in Serie B.
Subito nel campionato interregionale di Serie B 2012 viene riconquistata la categoria superiore; nel 2013 la squadra di Alessia Contatore, Alice Bortolazzi, Thi Thu Ha Cardetti, Beatrice Chessa, e Michela Redemagni ottiene la storica prima promozione in A1, nell'anno del 130º anniversario della fondazione della società. Nella prima tappa, ad Ancona, la squadra si è classificata al primo posto; a Padova al secondo; nella terza tappa, a Bari, ottiene solo un settimo posto, anche per l'infortunio della ginnasta nazionale Michela Redemagni. A Firenze giunge la vittoria di tappa e la vetta della classifica.
Nel Marzo 2014 la Fratellanza Savonese si aggiudica la gara regionale di Coppa Italia.

## Impianti
Fino al 2013 la squadra si allenava nel Palazzetto dello Sport, adattando le attrezzature agli spazi del campo da basket. In seguito, il Comune di Savona ha consegnato alla società la palestra comunale "Gioachino Barile", un impianto moderno e dotato delle attrezzature necessarie alla pratica della ginnastica artistica di alto livello.